# Bastogne (film)
Pour les articles homonymes, voir Bastogne (homonymie).
Pour plus de détails, voir Fiche technique et Distribution.
Bastogne (Battleground) est un film américain en noir et blanc réalisé par William A. Wellman, sorti en 1949. 
Le film dépeint les soldats américains comme vulnérables et humains. Bien qu'ils restent courageux, chaque soldat, au moins une fois dans le film, envisage de s'enfuir, de manigancer pour être renvoyé du front, d'être tire-au-flanc ou de se plaindre de sa condition. Un écrivain, faisant fi du film à succès du studio Warner Les Géants du ciel, sorti un an plus tôt, décrit Bastogne comme le premier film américain important sur la Seconde Guerre mondiale à être réalisé et diffusé après la fin de la guerre.

## Synopsis
Seconde Guerre mondiale, décembre 1944. La 101e division aéroportée américaine atteint la ville de Bastogne, en Belgique. Holley, un soldat, se lie avec Denise. La progression se poursuit, mais le barrage de l'armée allemande est acharné alors qu'elle semblait vouée à la déroute. Certains Allemands s'infiltrent parmi les Américains pour des missions de sabotage.

## Fiche technique
- Titre : Bastogne
- Titre original : Battleground
- Réalisation : William A. Wellman
- Histoire : Robert Pirosh
- Scénario : Robert Pirosh
- Musique : Lennie Hayton
- Photographie : Paul C. Vogel, A.S.C.
- Montage : John Dunning
- Concepteurs des décors : Alfred E. Spencer
- Directeurs artistique : Cedric Gibbons et Hans Peters
- Conseiller technique : LtCol. H.W.O. Kinnard Infentery
- Décors : Edwin B. Willis
- Budget : 1 631 000 $
- Recettes : 6 269 000 $
- Producteurs : Dore Schary, Robert Pirosh (producteur associé)
- Société de production et de distribution : Metro-Goldwyn-Mayer
- Pays de production :  États-Unis
- Langue originale : anglais américain, français et allemand
- Format : noir et blanc — 35 mm — 1,37:1 — son : mono
- Genre : guerre
- Durée : 118 minutes
- Dates de sortie : 
  - États-Unis : 20 janvier 1950
  - France : 26 janvier 1950

## Distribution
- Van Johnson : Holley
- John Hodiak : Jarvess
- Ricardo Montalbán : Roderigues
- George Murphy : "Pop" Ernest Stazak
- Marshall Thompson : Jim Layton
- Jerome Courtland : Abner Spudler
- Don Taylor : Standifer
- Bruce Cowling : Wolowicz
- James Whitmore : Kinnie
- Douglas Fowley : "Kipp" Kippton
- Leon Ames : l'aumônier
- Guy Anderson : Hanson
- Thomas E. Breen : Doc
- Denise Darcel : Denise
- Richard Jaeckel : Bettis
- James Arness : Garby
- Scotty Beckett : William J. Hooper
- Brett King : Lieutenant Tess
- Ivan Triesault : le capitaine allemand
- Roland Varno : le lieutenant allemand
- Dewey Martin : un G.I. traînard
- Avec la participation (dans leurs propres rôles) de membres (surnommés "Screaming Eagles") de la 101° Division aéroportée

Acteurs non crédités
- George Chandler : le sergent au mess
- Dickie Jones : un tankiste
- Jean Del Val : un paysan français
- Richard Irving : Un G.I. new-yorkais
- Ian MacDonald : un colonel américain
- John Mylong : un major allemand
- Tommy Noonan : un G.I. traînard
- Steve Pendleton : un sergent
- Edmon Ryan : un major

## Critique
Au moment d'une diffusion télévisée en 1988, Patrick Brion écrivait dans Télérama :
« Tourner un film à la gloire des héros de la 101° Division aéroportée américaine figurait parmi les projets les plus chers de Dore Schary qui tenta de le mettre à exécution alors qu'il se trouvait à la tête de la production de la R.K.O. L'arrivée de Howard Hughes provoqua le départ de Dore Schary qui se vit alors investi des mêmes fonctions au sein de la prestigieuse Metro-Goldwyn-Mayer. Schary en profita aussitôt pour concrétiser son vieux projet, bénéficiant d'un scénario de Robert Pirosh, un ancien de Bastogne, et de la présence de William A. Wellman, dont The Story of G.I. Joe (1945) (Les Forçats de la gloire) demeurait dans toutes les mémoires. Délaissant les spectaculaires scènes de combat, Wellman avait choisi de décrire le comportement de soldats presque anonymes soudain confrontés au monde de la guerre, à la peur de mourir et à l'horreur d'escarmouches de plus en plus sanglantes. C'est ce même style et cette même authenticité qu'a retrouvés Wellman en s'attachant ici aux combattants de Bastogne, livrés au froid et à la neige, privés de munitions, de nourriture et d'essence, et obligés d'affronter un ennemi que l'on disait vaincu et qui retrouvait une nouvelle raison de se battre. Le moment où les soldats découvrent en se réveillant qu'ils sont recouverts de neige, celui où les américains rencontrent d'autres américains, tous étant persuadés qu'ils ont affaire à des allemands déguisés, et la vérité des détails (l'absence de morphine, les grenades gelées), forment un ensemble constamment poignant dans lequel on retrouve le style même de Wellman, la qualité de sa direction d'acteurs et son goût pour les situations hors du commun. Une réussite. »